# ATC N02 – Analgetikumok
Az ATC N02 – Analgetikumok a gyógyszerek anatómiai, gyógyászati és kémiai osztályozási rendszerének (ATC) egyik alcsoportja.
| ATC N   | Idegrendszer                   |
| ------- | ------------------------------ |
| ATC N01 | Érzéstelenítők                 |
| ATC N02 | Analgetikumok                  |
| ATC N03 | Antiepileptikumok              |
| ATC N04 | Parkinson-kór gyógyszerei      |
| ATC N05 | Pszicholeptikumok              |
| ATC N06 | Pszichoanaleptikumok           |
| ATC N07 | Idegrendszer egyéb gyógyszerei |

## N02AOpioidok

### N02AATermészetes ópium-alkaloidok
| N02AA01 | Morfin                                      | Morphine                                    | Morphini hydrochloridum, Morphini sulfas    |
| N02AA02 | Ópium                                       | Opium                                       | Opium crudum, Opii pulvis normatus          |
| N02AA03 | Hidromorfon                                 | Hydromorphone                               | Hydromorphoni hydrochloridum                |
| N02AA04 | Nikomorfin                                  | Nicomorphine                                |                                             |
| N02AA05 | Oxikodon                                    | Oxycodone                                   | Oxycodoni hydrochloridum                    |
| N02AA08 | Dihidrokodein                               | Dihydrocodeine                              | Dihydrocodeini hydrogenotartras             |
| N02AA10 | Papaveretum                                 | Papaveretum                                 |                                             |
| N02AA51 | Morfin kombinációban                        | Morfin kombinációban                        |                                             |
| N02AA55 | Oxikodon kombinációban                      | Oxikodon kombinációban                      |                                             |
| N02AA58 | Dihidrokodein kombinációban                 | Dihidrokodein kombinációban                 |                                             |
| N02AA59 | Kodein kombinációk pszicholeptikumok nélkül | Kodein kombinációk pszicholeptikumok nélkül | Kodein kombinációk pszicholeptikumok nélkül |
| N02AA79 | Kodein kombinációk pszicholeptikumokkal     | Kodein kombinációk pszicholeptikumokkal     | Kodein kombinációk pszicholeptikumokkal     |

### N02ABFenilpiperidin-származékok
| N02AB01  | Ketobemidon                                   | Ketobemidone                                  | Cetobemidoni hydrochloridum                   |
| N02AB02  | Petidin                                       | Pethidine                                     | Pethidini hydrochloridum                      |
| N02AB03  | Fentanil                                      | Fentanyl                                      | Fentanylum, Fentanyli citras                  |
| N02AB52  | Petidin kombinációk pszicholeptikumok nélkül  | Petidin kombinációk pszicholeptikumok nélkül  | Petidin kombinációk pszicholeptikumok nélkül  |
| QN02AB53 | Fentanil kombinációk pszicholeptikumok nélkül | Fentanil kombinációk pszicholeptikumok nélkül | Fentanil kombinációk pszicholeptikumok nélkül |
| N02AB72  | Petidin kombinációk pszicholeptikumokkal      | Petidin kombinációk pszicholeptikumokkal      | Petidin kombinációk pszicholeptikumokkal      |
| QN02AB73 | Fentanil kombinációk pszicholeptikumokkal     | Fentanil kombinációk pszicholeptikumokkal     | Fentanil kombinációk pszicholeptikumokkal     |

### N02ACDifenil-propil-amin-származékok
| N02AC01 | Dextromoramid                                                   | Dextromoramide                                                  | Dextromoramidi tartras                                          |
| N02AC03 | Piritramid                                                      | Piritramide                                                     |                                                                 |
| N02AC04 | Dextropropoxifen                                                | Dextropropoxyphene                                              | Dextropropoxypheni hydrochloridum                               |
| N02AC05 | Bezitramid                                                      | Bezitramide                                                     |                                                                 |
| N02AC52 | Metadon kombinációban, a pszicholeptikumok kivételével          | Metadon kombinációban, a pszicholeptikumok kivételével          | Metadon kombinációban, a pszicholeptikumok kivételével          |
| N02AC54 | Dextropropoxifen kombinációban, a pszicholeptikumok kivételével | Dextropropoxifen kombinációban, a pszicholeptikumok kivételével | Dextropropoxifen kombinációban, a pszicholeptikumok kivételével |
| N02AC74 | Dextropropoxifen kombinációban, pszicholeptikumokkal együtt     | Dextropropoxifen kombinációban, pszicholeptikumokkal együtt     | Dextropropoxifen kombinációban, pszicholeptikumokkal együtt     |

### N02ADBenzomorfán-származékok
| N02AD01 | Pentazocin | Pentazocine | Pentazocinum, Pentazocini hydrochloridum, Pentazocini lactas |
| N02AD02 | Fenazocin  | Phenazocine |                                                              |

### N02AE Oripavin-származékok
| N02AE01  | Buprenorfin                        | Buprenorphine                      | Buprenorphinum, Buprenorphini hydrochloridum |
| QN02AE90 | Etorfin                            | Etorphine                          |                                              |
| QN02AE99 | Oripavin-származékok kombinációban | Oripavin-származékok kombinációban | Oripavin-származékok kombinációban           |

### N02AF Morfinán-származékok
| N02AF01 | Butorfanol | Butorphanol |
| N02AF02 | Nalbufin   | Nalbufine   |

### N02AG Opioidok és görcsoldók kombinációi
N02AG01 Morfin és görcsoldók
N02AG02 Ketobemidon és görcsoldók
N02AG03 Pethidin és görcsoldók
N02AG04 Hidromorfon és görcsoldók

### N02AX Egyéb opioidok
| N02AX01 | Tilidin                | Tilidine               | Tilidini hydrochloridum hemihydricum |
| N02AX02 | Tramadol               | Tramadol               | Tramadoli hydrochloridum             |
| N02AX03 | Dezocin                | Dezocine               |                                      |
| N02AX05 | Meptazinol             | Meptazinol             |                                      |
| N02AX06 | Tapentadol             | Tapentadol             |                                      |
| N02AX52 | Tramadol kombinációban | Tramadol kombinációban |                                      |

## N02B Egyéb fájdalomcsillapítók és lázcsökkentők

### N02BASzalicilsavés származékai
| N02BA01 | Acetilszalicilsav                                         | Acetylsalicylic acid                                      | Acidum acetylsalicylicum                                  |
| N02BA02 | Aloxiprin                                                 | Aloxiprin                                                 |                                                           |
| N02BA03 | Kolin-szalicilát                                          | Choline salicylate                                        |                                                           |
| N02BA04 | Nátrium-szalicilát                                        | Sodium salicylate                                         | Natrii salicylas                                          |
| N02BA05 | Szalicilamid                                              | Salicylamide                                              |                                                           |
| N02BA06 | Szalszalát                                                | Salsalate                                                 |                                                           |
| N02BA07 | Etenzamid                                                 | Ethenzamide                                               |                                                           |
| N02BA08 | Morfolin-szalicilát                                       | Morpholine salicylate                                     |                                                           |
| N02BA09 | Dipirocetil                                               | Dipyrocetyl                                               |                                                           |
| N02BA10 | Benorilát                                                 | Benorilate                                                |                                                           |
| N02BA11 | Difluniszal                                               | Diflunisal                                                | Diflunisalum                                              |
| N02BA12 | Kálium-szalicilát                                         | Potassium salicylate                                      |                                                           |
| N02BA14 | Guacetiszal                                               | Guacetisal                                                |                                                           |
| N02BA15 | Karbaszalát kalcium                                       | Carbasalate calcium                                       | Carbasalatum calcicum                                     |
| N02BA16 | Imidazol-szalicilát                                       | Imidazole salicylate                                      |                                                           |
| N02BA51 | Acetilszalicilsav kombinációk pszicholeptikumok nélkül    | Acetilszalicilsav kombinációk pszicholeptikumok nélkül    | Acetilszalicilsav kombinációk pszicholeptikumok nélkül    |
| N02BA55 | Szalicilamid kombinációk pszicholeptikumok nélkül         | Szalicilamid kombinációk pszicholeptikumok nélkül         | Szalicilamid kombinációk pszicholeptikumok nélkül         |
| N02BA57 | Etenzamid kombinációk pszicholeptikumok nélkül            | Etenzamid kombinációk pszicholeptikumok nélkül            | Etenzamid kombinációk pszicholeptikumok nélkül            |
| N02BA59 | Dipirocetil kombinációk pszicholeptikumok nélkül          | Dipirocetil kombinációk pszicholeptikumok nélkül          | Dipirocetil kombinációk pszicholeptikumok nélkül          |
| N02BA65 | Karbaszalát kalcium kombinációk pszicholeptikumok nélkül  | Karbaszalát kalcium kombinációk pszicholeptikumok nélkül  | Karbaszalát kalcium kombinációk pszicholeptikumok nélkül  |
| N02BA71 | Acetilszalicilsav kombinációk pszicholeptikumokkal együtt | Acetilszalicilsav kombinációk pszicholeptikumokkal együtt | Acetilszalicilsav kombinációk pszicholeptikumokkal együtt |
| N02BA75 | Szalicilamid kombinációk pszicholeptikumokkal együtt      | Szalicilamid kombinációk pszicholeptikumokkal együtt      | Szalicilamid kombinációk pszicholeptikumokkal együtt      |
| N02BA77 | Etenzamid kombinációk pszicholeptikumokkal együtt         | Etenzamid kombinációk pszicholeptikumokkal együtt         | Etenzamid kombinációk pszicholeptikumokkal együtt         |
| N02BA79 | Dipirocetil kombinációk pszicholeptikumokkal együtt       | Dipirocetil kombinációk pszicholeptikumokkal együtt       | Dipirocetil kombinációk pszicholeptikumokkal együtt       |

### N02BB Pirazolonok
| N02BB01 | Fenazon                                                | Phenazone                                              | Phenazonum                                             |
| N02BB02 | Metamizol-nátrium                                      | Metamizole sodium                                      | Metamizolum natricum                                   |
| N02BB03 | Aminofenazon                                           | Aminophenazone                                         |                                                        |
| N02BB04 | Propifenazon                                           | Propyphenazone                                         | Propyphenazonum                                        |
| N02BB05 | Nifenazon                                              | Nifenazone                                             |                                                        |
| N02BB51 | Fenazon kombinációk pszicholeptikumok nélkül           | Fenazon kombinációk pszicholeptikumok nélkül           | Fenazon kombinációk pszicholeptikumok nélkül           |
| N02BB52 | Metamizol-nátrium kombinációk pszicholeptikumok nélkül | Metamizol-nátrium kombinációk pszicholeptikumok nélkül | Metamizol-nátrium kombinációk pszicholeptikumok nélkül |
| N02BB53 | Aminofenazon kombinációk pszicholeptikumok nélkül      | Aminofenazon kombinációk pszicholeptikumok nélkül      | Aminofenazon kombinációk pszicholeptikumok nélkül      |
| N02BB54 | Propifenazon kombinációk pszicholeptikumok nélkül      | Propifenazon kombinációk pszicholeptikumok nélkül      | Propifenazon kombinációk pszicholeptikumok nélkül      |
| N02BB71 | Fenazon kombinációk pszicholeptikumokkal               | Fenazon kombinációk pszicholeptikumokkal               | Fenazon kombinációk pszicholeptikumokkal               |
| N02BB72 | Metamizol-nátrium kombinációk pszicholeptikumokkal     | Metamizol-nátrium kombinációk pszicholeptikumokkal     | Metamizol-nátrium kombinációk pszicholeptikumokkal     |
| N02BB73 | Aminofenazon kombinációk pszicholeptikumokkal          | Aminofenazon kombinációk pszicholeptikumokkal          | Aminofenazon kombinációk pszicholeptikumokkal          |
| N02BB74 | Propifenazon kombinációk pszicholeptikumokkal          | Propifenazon kombinációk pszicholeptikumokkal          | Propifenazon kombinációk pszicholeptikumokkal          |

### N02BE Anilidek
| N02BE01 | Paracetamol                                            | Paracetamol                                            | Paracetamolum                                          |
| N02BE03 | Fenacetin                                              | Phenacetin                                             |                                                        |
| N02BE04 | Bucetin                                                | Bucetin                                                |                                                        |
| N02BE05 | Propacetamol                                           | Propacetamol                                           | Propacetamoli hydrochloridum                           |
| N02BE51 | Paracetamol kombinációban, pszicholeptikumok nélkül    | Paracetamol kombinációban, pszicholeptikumok nélkül    | Paracetamol kombinációban, pszicholeptikumok nélkül    |
| N02BE53 | Fenacetin kombinációban, pszicholeptikumok nélkül      | Fenacetin kombinációban, pszicholeptikumok nélkül      | Fenacetin kombinációban, pszicholeptikumok nélkül      |
| N02BE54 | Bucetin kombinációban, pszicholeptikumok nélkül        | Bucetin kombinációban, pszicholeptikumok nélkül        | Bucetin kombinációban, pszicholeptikumok nélkül        |
| N02BE71 | Paracetamol kombinációban, pszicholeptikumokkal együtt | Paracetamol kombinációban, pszicholeptikumokkal együtt | Paracetamol kombinációban, pszicholeptikumokkal együtt |
| N02BE73 | Fenacetin kombinációban, pszicholeptikumokkal együtt   | Fenacetin kombinációban, pszicholeptikumokkal együtt   | Fenacetin kombinációban, pszicholeptikumokkal együtt   |
| N02BE74 | Bucetin kombinációban, pszicholeptikumokkal együtt     | Bucetin kombinációban, pszicholeptikumokkal együtt     | Bucetin kombinációban, pszicholeptikumokkal együtt     |

### N02BG Egyéb fájdalom- és lázcsillapítók
| N02BG02 | Rimazolium   | Rimazolium     |
| N02BG03 | Glafenin     | Glafenine      |
| N02BG04 | Floktafenin  | Floctafenine   |
| N02BG05 | Viminol      | Viminol        |
| N02BG06 | Nefopam      | Nefopam        |
| N02BG07 | Flupirtin    | Flupirtine     |
| N02BG08 | Zikonotid    | Ziconotide     |
| N02BG09 | Metoxiflurán | Methoxyflurane |
| N02BG10 | Nabiximolsz  | Nabiximols     |

## N02CMigrénelleni szerek

### N02CA Ergot-alkaloidok
N02CA01 Dihidroergotamin
N02CA02 Ergotamin
N02CA04 Metizergid
N02CA07 Lizurid
N02CA51 Dihidroergotamin, kombinációk
N02CA52 Ergotamin, kombinációk pszicholeptikumok kivételével
N02CA72 Ergotamin, kombinációk pszicholektikumokkal

### N02CBKortikoszteroid-származékok
| N02CB01 | Flumedroxon | Flumedroxone |

### N02CCSzelektiv 5-HT1-(szerotonin) receptor agonisták
| N02CC01 | Szumatriptán | Sumatriptan  | Sumatriptani succinas |
| N02CC02 | Naratriptán  | Naratriptan  |                       |
| N02CC03 | Zolmitriptán | Zolmitriptan |                       |
| N02CC04 | Rizatriptán  | Rizatriptan  |                       |
| N02CC05 | Almotriptán  | Almotriptan  |                       |
| N02CC06 | Eletriptán   | Eletriptan   |                       |
| N02CC07 | Frovatriptán | Frovatriptan |                       |

### N02CXEgyéb migrén elleni készítmények
| N02CX01 | Pizotifen    | Pizotifen     |                          |
| N02CX02 | Klonidin     | Clonidine     | Clonidini hydrochloridum |
| N02CX03 | Iprazokrom   | Iprazochrome  |                          |
| N02CX05 | Dimetotiazin | Dimetotiazine |                          |
| N02CX06 | Oxetoron     | Oxetorone     |                          |